# Bladlitteken
Het bladlitteken (cicatrix of cicatricula) of bladspoor ontstaat aan tak of stam na het door natuurlijke oorzaken afvallen van het blad. Een bladlitteken zit op een bladkussen dat een verhevenheid van de tak is, waarop het blad was ingeplant. 

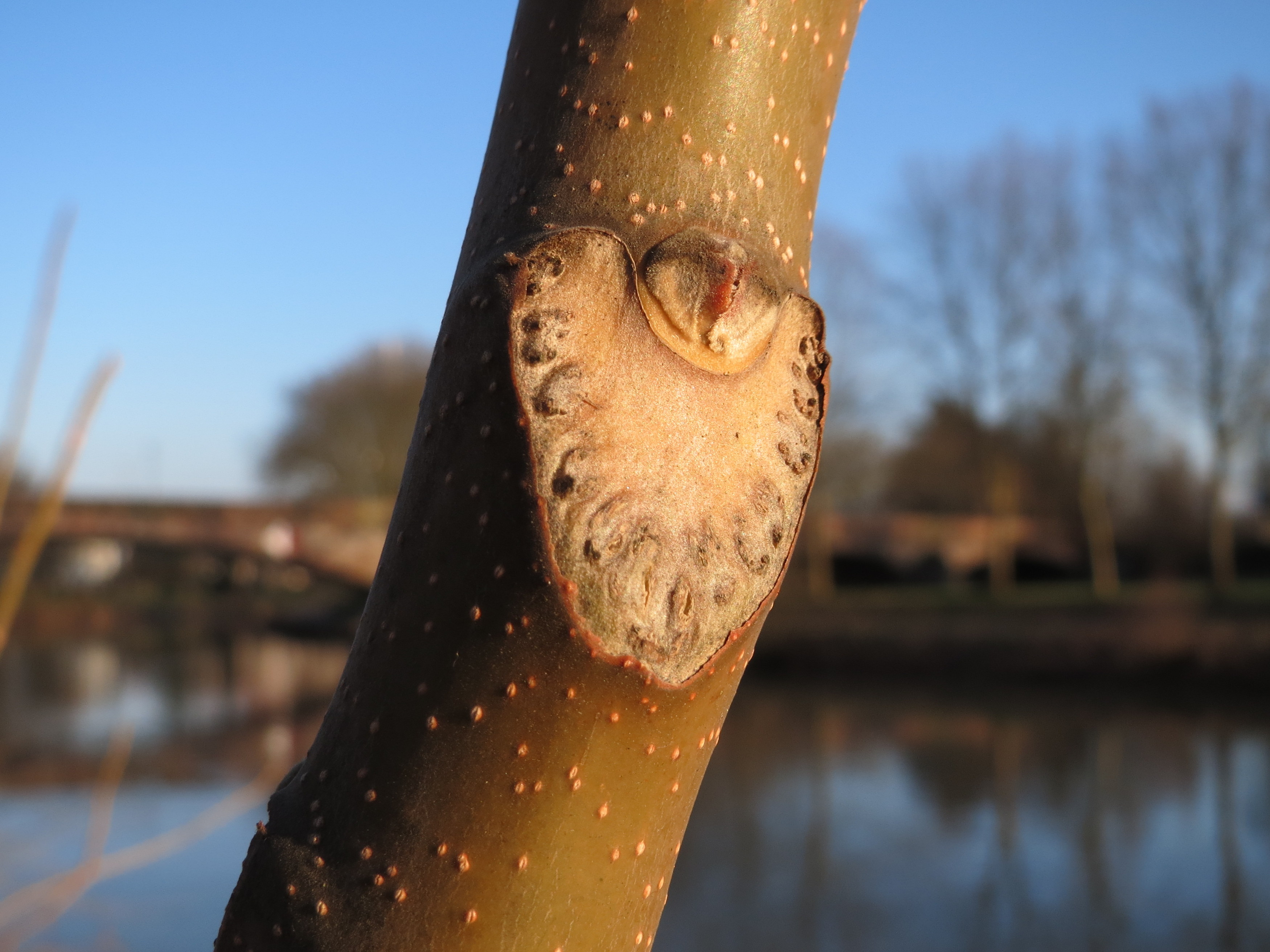
Hemelboom
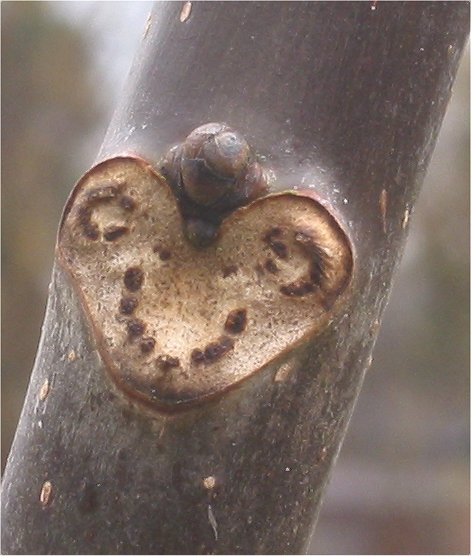
bladlitteken op 1-jarige hoofdtak van de walnoot met daarboven een zijknop
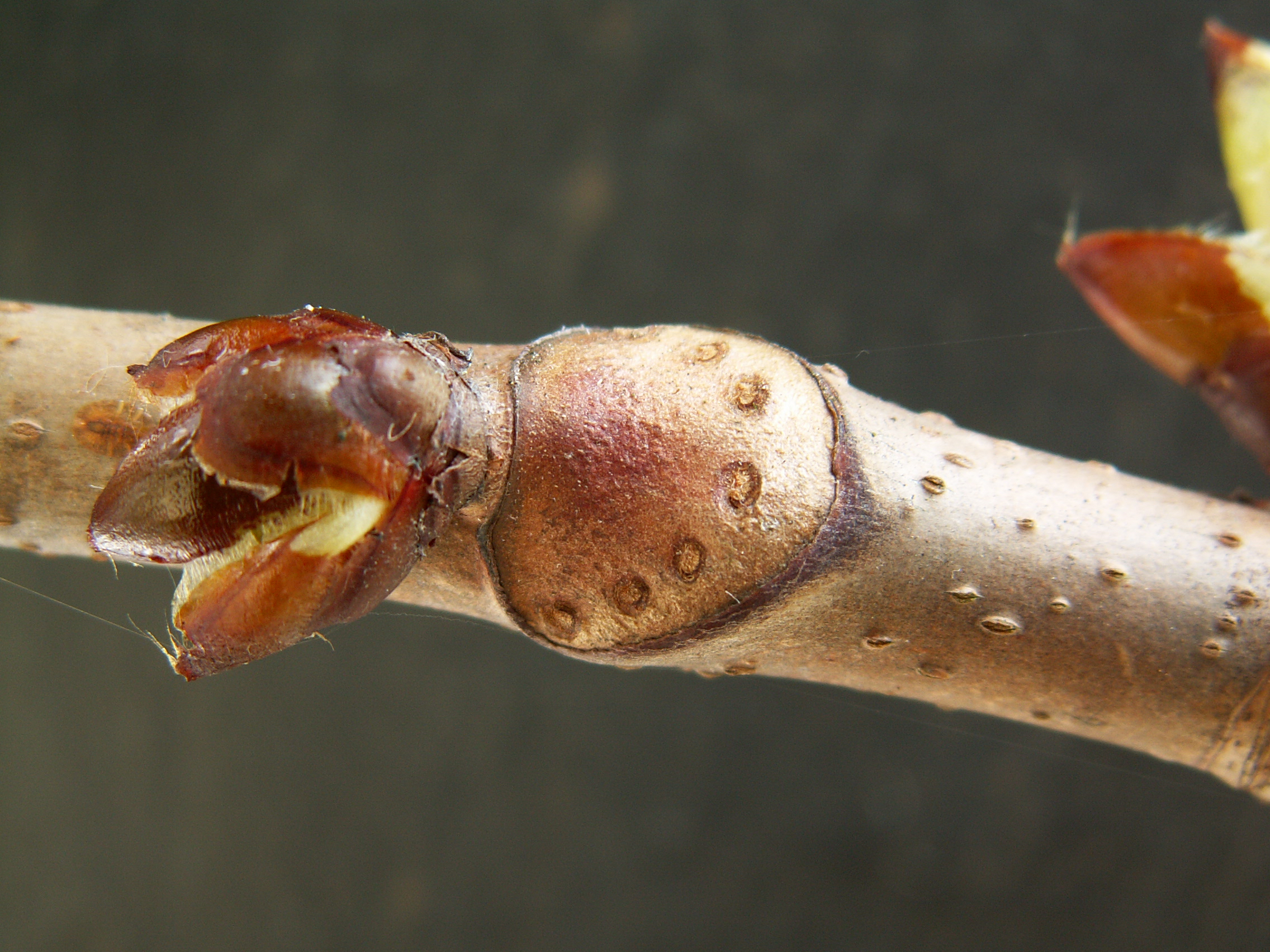
bladlitteken van de paardenkastanje.
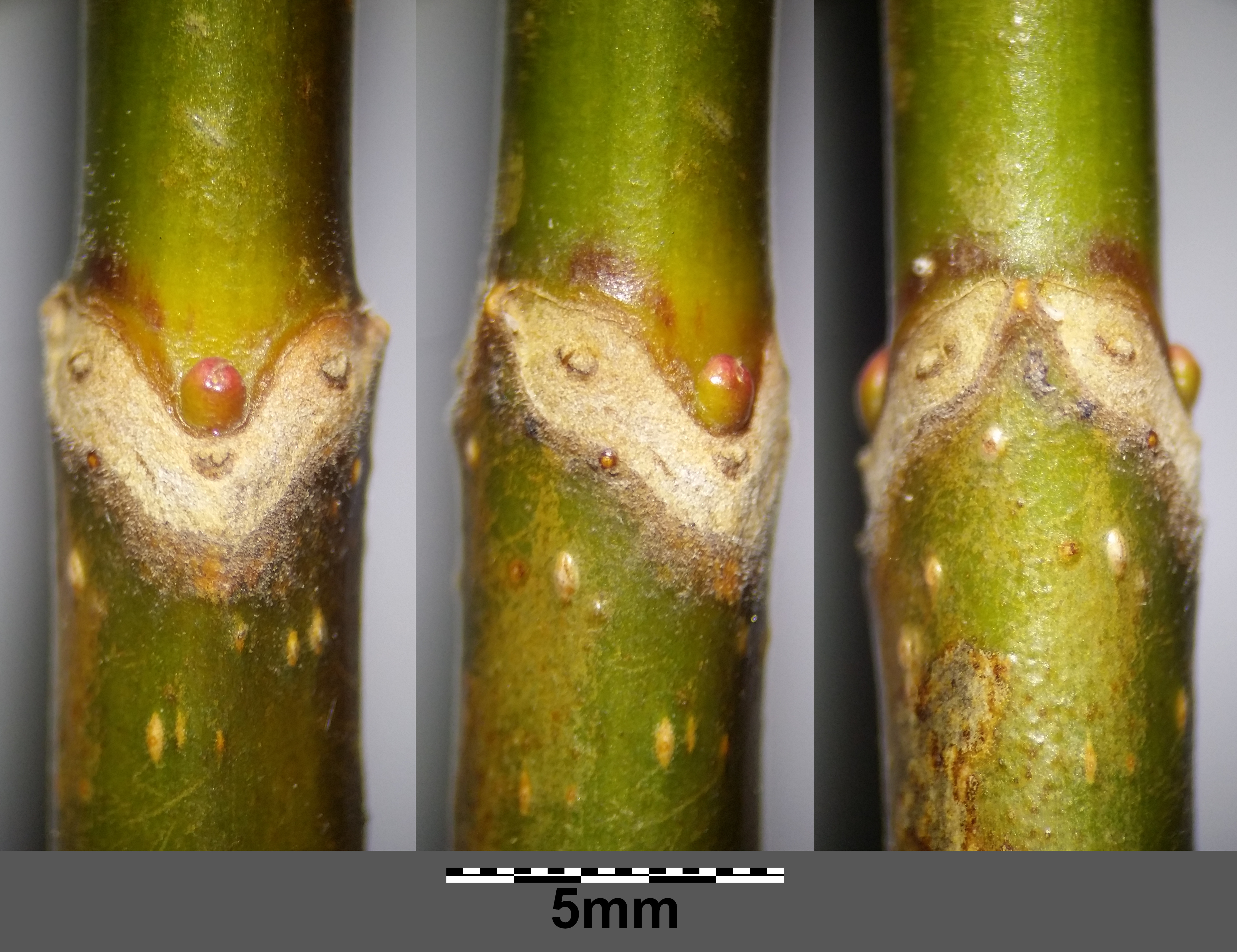
Bladlitteken van Noorse esdoorn
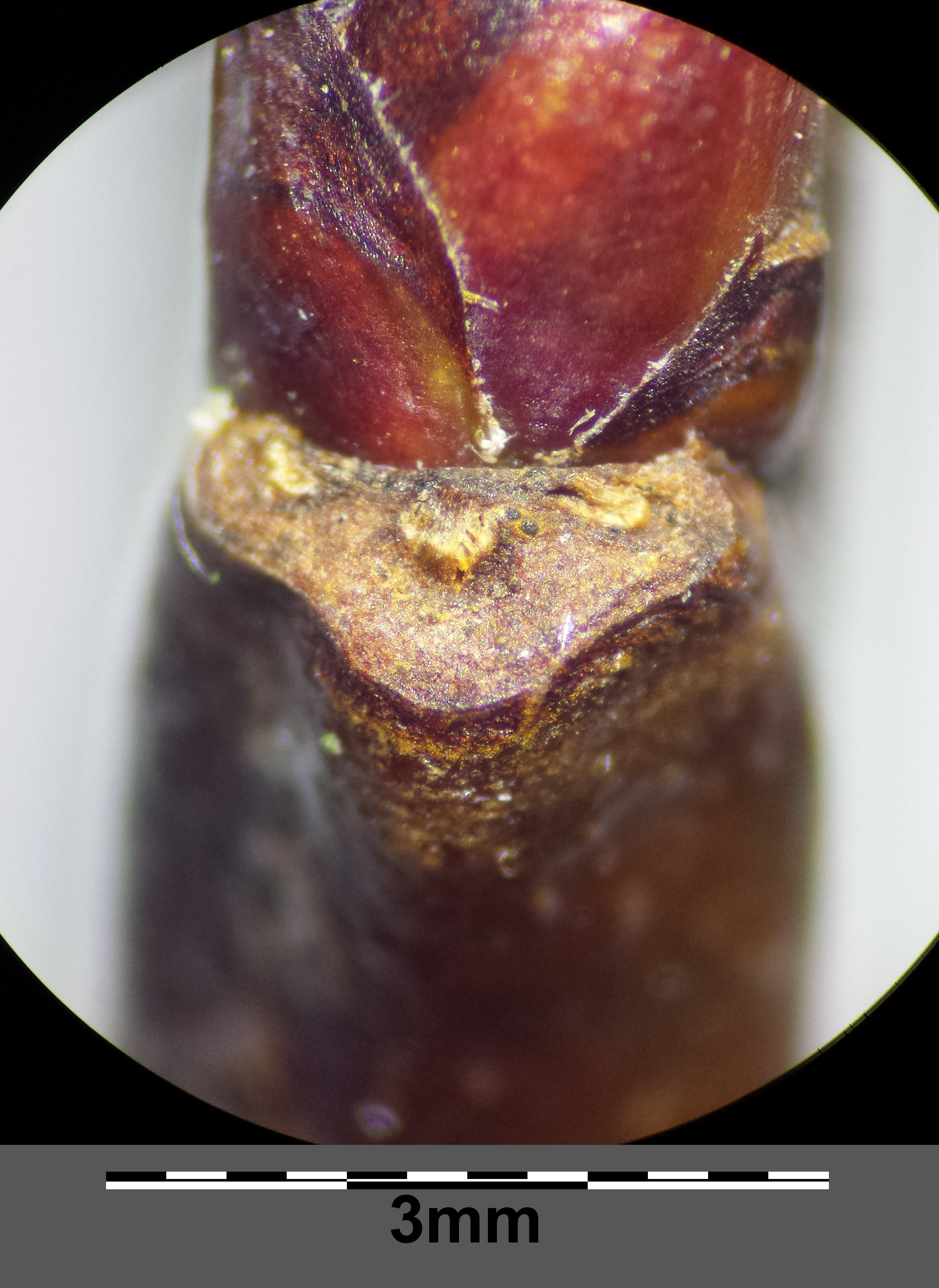
Appel

In het bladlitteken zitten één of meer sporen (donkere vlekjes), het bladmerk of bladstempel. Een spoor is het litteken van de vaatbundel. Het patroon van het bladmerk is gewoonlijk kenmerkend voor de soort. Bladlittekens kunnen voor determinatie van bomen en struiken gebruikt worden vanwege de grote verschillen in uiterlijk van bladlittekens, wat met name handig is in de winter (als er geen bloemen, vruchten of bladeren aanwezig zijn). 
Zijknoppen vormt de plant boven de bladlittekens en in de bladoksels van nog niet afgevallen bladeren. 
Bladlittekens zijn invalspoorten voor plantenziekten zoals vruchtboomkanker (Nectria galligena) en bacteriekanker (Pseudomonas syringae). 